# بنو أشرف
بنو أشرف وهم أحد أمراء الأناضول خلال الفترة الثانية والذين حكموا خلال آواخر القرن الثالث عشر وأوائل القرن الرابع عشر، ظهرت هذه الإمارة بعد اضمحلال قوة سلطنة سلاجقة الروم وحكموا منطقة عاصمتها إبيشهر. انتهت الإمارة على يد بني تيمورتاش

## قائمة الحكام
| 1280-1302 | سيف الدين سليمان بن أشرف   | سيف الدين سليمان بن أشرف   | سيف الدين سليمان بن أشرف   | سيف الدين سليمان بن أشرف   |
| 1302-1320 | مبارز الدين محمد بن سليمان | مبارز الدين محمد بن سليمان | مبارز الدين محمد بن سليمان | مبارز الدين محمد بن سليمان |
| 1320-1326 | سليمان الثاني              | سليمان الثاني              | سليمان الثاني              | سليمان الثاني              |
| 1326      | نهاية الإمارة              | نهاية الإمارة              | نهاية الإمارة              | نهاية الإمارة              |